# Fakulteta za elektrotehniko v Tuzli
Fakulteta za elektrotehniko (izvirno bosansko Fakultet elektrotehnike u Tuzli), s sedežem v Tuzli, je fakulteta, ki je članica Univerze v Tuzli.
Trenutni dekan je prof. dr. Amir Tokić.